# Павортахарвута
Павортахарвута (устар. Паворта-Харвута) — река в России, протекает по территории Пуровского района Ямало-Ненецком автономного округа. Устье реки находится в 9 км по правому берегу реки Нгарка-Табъяха. Длина реки — 16 км.

## Данные водного реестра
По данным государственного водного реестра России относится к Нижнеобскому бассейновому округу, водохозяйственный участок реки — Пур, речной подбассейн реки — подбассейн отсутствует. Речной бассейн реки — Пур.
Код объекта в государственном водном реестре — 15040000112115300062347.